# Rio da Bocaina
Rio da Bocaina är ett vattendrag i Brasilien.   Det ligger i delstaten São Paulo, i den sydöstra delen av landet, 800 km söder om huvudstaden Brasília.
Omgivningarna runt Rio da Bocaina är huvudsakligen savann. Runt Rio da Bocaina är det ganska tätbefolkat, med 96 invånare per kvadratkilometer.